# Bronzehort von Frankleben

Lage

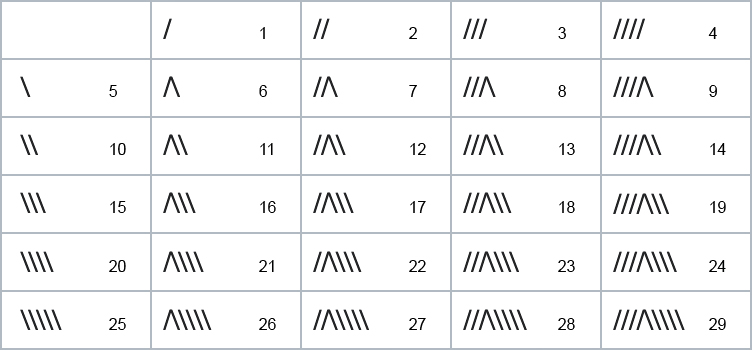
Interpretation der Zeichen als Zahlen

Der Bronzehort von Frankleben ist einer der größten Funde (42 kg) bronzener Sicheln. Er wurde 1946 beim Braunkohletagebau am (ehemaligen) Flüsschen Leiha, südwestlich von Frankleben bei Merseburg gemacht. Frankleben ist ein Ortsteil von Braunsbedra im Saalekreis in Sachsen-Anhalt.
Am Übergang von der mittleren zur späten Bronzezeit (1500–1250 v. Chr.) kam es zum Wandel der Bestattungssitten. Man ging mehrheitlich von Körper- zur Feuerbestattung über und setzte den Leichenbrand in Urnen bei. Ursache dafür war ein beinahe europaweiter Wandel der religiösen Vorstellungen. Teil der materiellen Veränderungen war das massenhafte Auftreten von in Größe und Gewicht genormten bronzenen Knopfsicheln als ein Phänomen der Urnenfelderkultur.
Der Hortfund besteht aus drei Depots, die im Abstand von etwa einem Meter in großen Keramikgefäßen deponiert worden sind. Ein Bagger zerstörte den südlichsten der Töpfe und zerriss dessen Inhalt (Depot I). Der Baggerführer barg aber noch 17 Sicheln. Einen Monat später stieß der Bagger einen Meter nördlich von Depot I erneut auf Metall (Depot II – hat 93 Sicheln und zwei Beile erhalten). Er grub nach und entdeckte das Depot III, das in Gänze geborgen werden konnte. Der fast unversehrte, mit vier Steinplatten verschlossene Tontopf enthielt 132 Sichelklingen und 14 Lappenbeile aus Bronze. Die Sicheln lagen in dem runden Topf dicht gepackt fächerförmig übereinander, mit der Spitze nach außen und bildeten eine Art Wirbelrad. Darüber lagen die Beile. Da die beiden ersten Horte von ähnlicher Größe und Gestalt waren, kann angenommen werden, dass es sich ursprünglich um mehr als 300 Sicheln und mehr als 16 Beile gehandelt hat. Während einige der Bronzen im privaten Besitz verblieben, kam das Gros ins Landesmuseum in Halle. Dort hat Wilhelm Albert von Brunn den Fund untersucht und im Jahre 1958 veröffentlicht. Die Prüfung der 237 scheinbar gleichen, durchweg gut erhaltenen Knopfsicheln ergab 91 verschiedene Typen, die aus 182 Gussformen stammten. Ihre Verteilung auf die drei Depots spricht für eine Gleichzeitigkeit der Niederlegung. 179 Klingen zeigten Gebrauchsspuren. Auf den Sicheln finden sich eingegossene Muster und Zeichen in Form von Rippen, Strichen und Winkeln. Diese in die Gussform eingebrachten Sichelmarken wurden von W. A. von Brunn als Merkzeichen (Piktogramme) der Metallgießer gedeutet. Christoph Sommerfeld interpretiert die Marken dagegen – ausgehend vom Mondmonat – als Begriffswerte, die Zahlen zwischen Null und 30 darstellen. Der lunare Monat hat 29,5 Tage. Auch die Form der Sicheln weist auf den Erdtrabanten. Bronzesicheln sind (neben Axt, Beil und Hammer) ein Beispiel für eine Symbiose von Arbeitsgerät und Symbolgut, die zuletzt der Kommunismus aufgriff.